# Lindmanioideae
Lindmanioideae je potporodica tamjanikovki iz Južne Amerike. Sastoji se od dva roda, sa ukupno 42 vrste.

## Rodovi
Subfamilia Lindmanioideae Givnish
1. Connellia N. E. Br. (6 spp.)
2. Lindmania Mez (36 spp.)